# 日本テクノ・ラボ
日本テクノ・ラボ株式会社（にほんテクノラボ、Nippon Techno Lab Inc.）は、特殊・産業用向けのプリンターのコントローラと、コントローラ用ソフトウエアの受託開発・販売と情報セキュリティシステムの開発・販売等を展開する会社。

## 沿革
- 1989年（平成元年）
  - 1月 - 資本金640万円にて会社設立。
  - 2月 - 東京都品川区東五反田に事務所を開き営業開始。
  - 6月 - 本社を東京都品川区大崎に移転。
- 1990年（平成2年）7月 - 本社を東京都中央区日本橋人形町に移転。
- 1994年（平成6年）6月 - 本社を東京都中央区日本橋大伝馬町に移転。
- 2002年（平成14年）5月 - 本社を東京都千代田区平河町に移転。
- 2007年（平成19年）5月 -札幌証券取引所アンビシャス上場。
- 2020年（令和2年） - 横浜市西区みなとみらいに本社移転、東京オフィス（東京都文京区）開設

## 参考資料
- 日本テクノ・ラボ株式会社 コーポレート・ガバナンス報告書(札幌証券取引所 - 閲覧)